# Broxholm
Broxholm est un personnage de fiction, de la série de romans pour la jeunesse de l'auteur américain Bruce Coville ; Mon prof est un extraterrestre.

## Caractéristiques
Broxholm est un extra-terrestre humanoïde de sexe masculin. Il a la peau verte et de grands yeux orange. Il a particulièrement mauvais caractère (bien qu'il soit loin d'être le pire des cas parmi les gens de sa planète), mais a un bon fond. Il est physiquement extrêmement fort. Son langage gestuel s'exprime principalement par son nez. Il ne peut pas supporter le son de certains instruments de musique.

## Histoire fin mon professeur est à extraterrestre.
Broxholm est le « prof extra-terrestre » désigné dans le titre du premier volume. Déguisé en instituteur humain, sous le nom de Mr. Smith, il occupe le poste de remplaçant de l'institutrice Mme Schwartz. Il se fait remarquer pour sa sévérité, sa brusquerie et sa grande force physique. Susan Simmons ne l'apprécie pas, d'autant il déteste la musique.
En l'espionnant, elle découvre qu'il est en fait un agent extra-terrestre infiltré, qu'il semble manigancer un mauvais coup envers l'humanité et qu'il cache son faciès verdâtre sous un masque.
Avec l'aide de Peter Thompson qui est le seul à la croire (étant un grand amateur de science-fiction), ils décident de chercher des indices de sa culpabilité, mais sans succès, même avec l'aide de Duncan Dougal.
Finalement, Susan parvient à révéler Broxholm au public, alors qu'elle joue de la flûte et qu'il ne peut pas supporter la musique. Celui-ci s'enfuit et Peter le rejoint.
Mais Broxholm n'était pas seul dans son entreprise. Il assistait Kreeblim...